# Pilar Cavero Jadraque
Pilar Cavero Jadraque (Zaragoza, 1906-Tolosa, 4 de diciembre de 2005) fue una pianista española.

## Formación
Inició sus estudios a los siete años de edad y a los doce terminó la carrera en la Escuela de Música de Zaragoza.
A los dos años de iniciar su formación, a sus nueve años de edad, estudiando con su profesora Esperanza Franco, ya había realizado 4 cursos de solfeo y 5 años de piano.
A los diecisiete se examinó de dieciséis curso de la carrera en una sola convocatoria en la ciudad de Madrid, en el Real Conservatorio Superior de Música.

## Trayectoria
Su primer concierto lo dio con nueve años y obtuvo el primer premio de piano y armonía al finalizar sus estudios en Escuela de Música de Zaragoza.
Dio numerosos conciertos tanto en España como a nivel internacional. Tocó como solista sociedades filarmónicas y culturales de España, Portugal, Argelia y Marruecos. Acompañó al tenor Miguel Fleta durante sus tres giras por España.
Su último concierto fue en el año 1931 y dejó su carrera musical cuando se trasladó con su esposo médico a vivir a San Sebastián.

## Reconocimientos
Tiene una calle céntrica con su nombre en la ciudad de Zaragoza desde el 29 de mayo de 2009.